# Mont Sapoune
Le mont Sapoune (en russe : Сапун-Гора, en ukrainien : Сапун-гора, tatar de Crimée : Sapun dağı, Сапун дагъы) est une crête de 231 mètres d'altitude au sud-est de Sébastopol, située sur la péninsule contestée de Crimée.

## Histoire
Ce lieu est devenu le site de violents combats lors du siège de Sébastopol (1941-1942), ainsi que lors de sa reprise en 1944.
Lors de la défense de Sébastopol, les troupes soviétiques tenaient la crête de Sapoune et pouvaient observer les mouvements allemands vers la ville depuis le sud. Il a fallu à la Wehrmacht près de 2 semaines de combats désespérés pour prendre le contrôle de ces positions à la fin de juin 1942. En conséquence, les troupes soviétiques ont dû évacuer de Crimée.
En 2 ans, lors de la dernière étape de l'offensive de Crimée, l'assaut de Sapun-gora le 7 mai 1944 fut un succès pour l'Armée rouge. Le 9 mai 1944, un peu plus d'un mois après le début de la bataille, Sébastopol tombe. Les forces allemandes ont été évacuées de Sébastopol vers Constanța.
Plus tard en 1944, les premiers monuments aux guerriers soviétiques ont été érigés à cet endroit, en 1959 le diorama montrant l'assaut des fortifications allemandes a été ouvert.

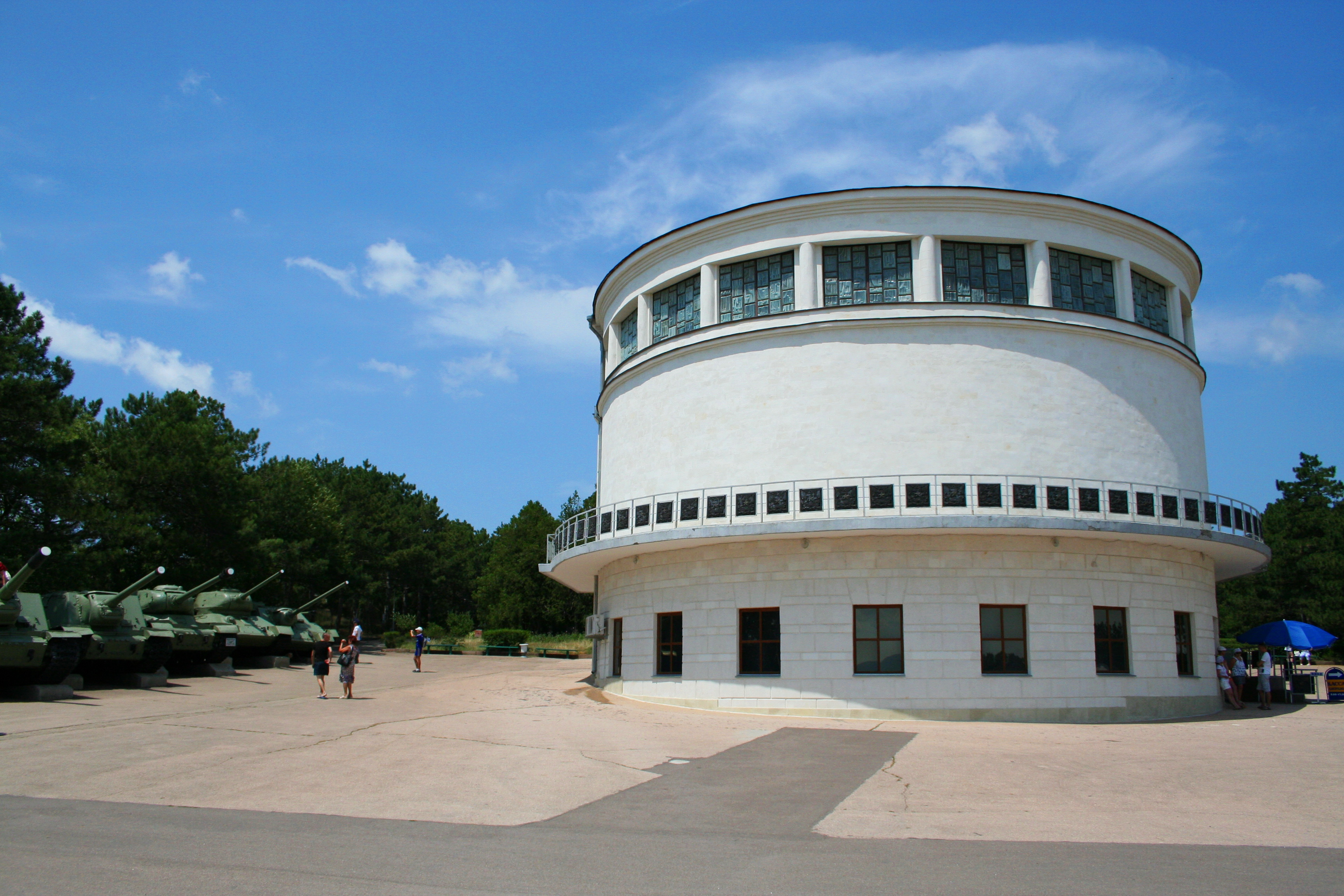
Le mémorial-diaporama classé[4].
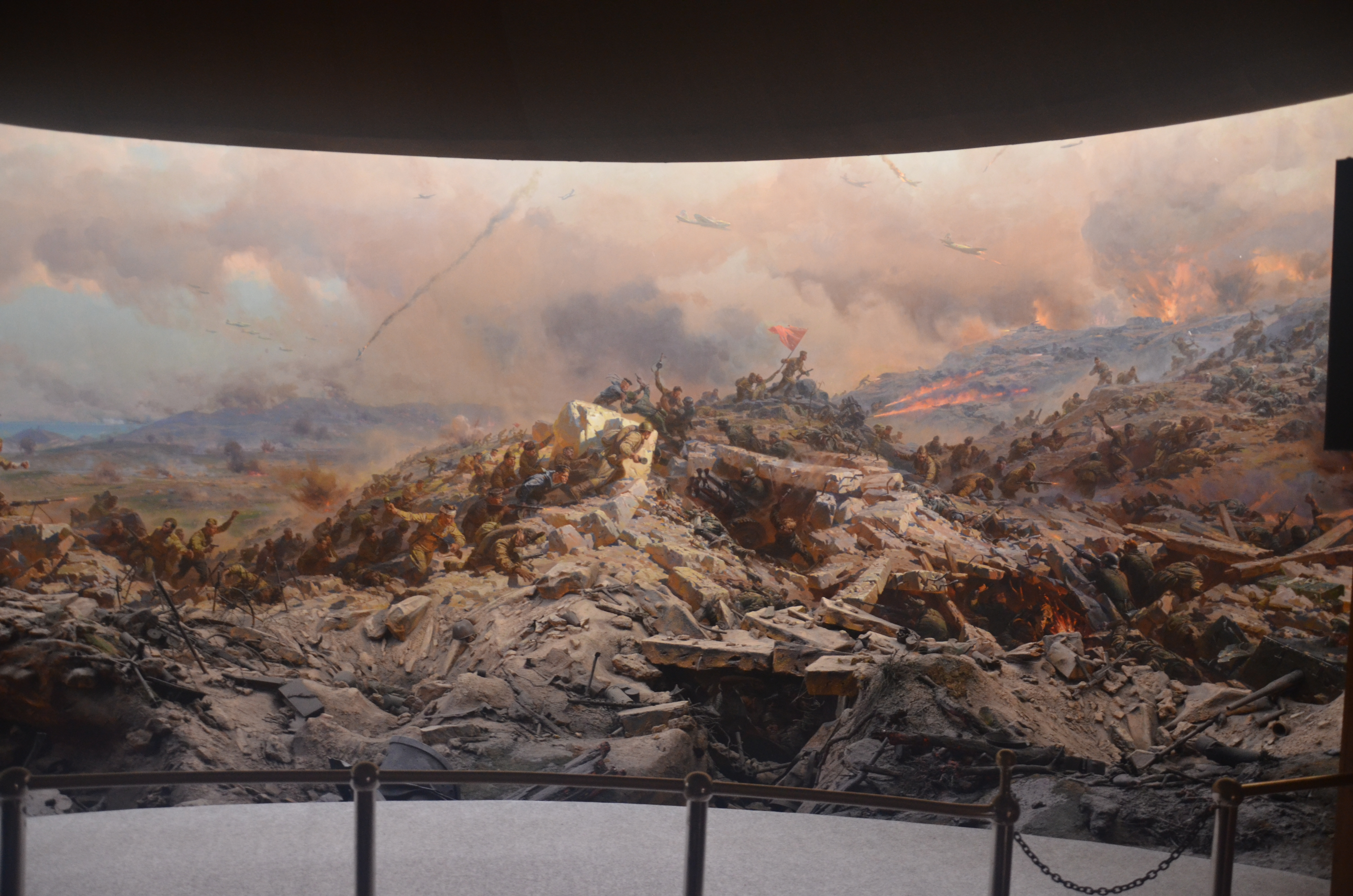
Diaporama.
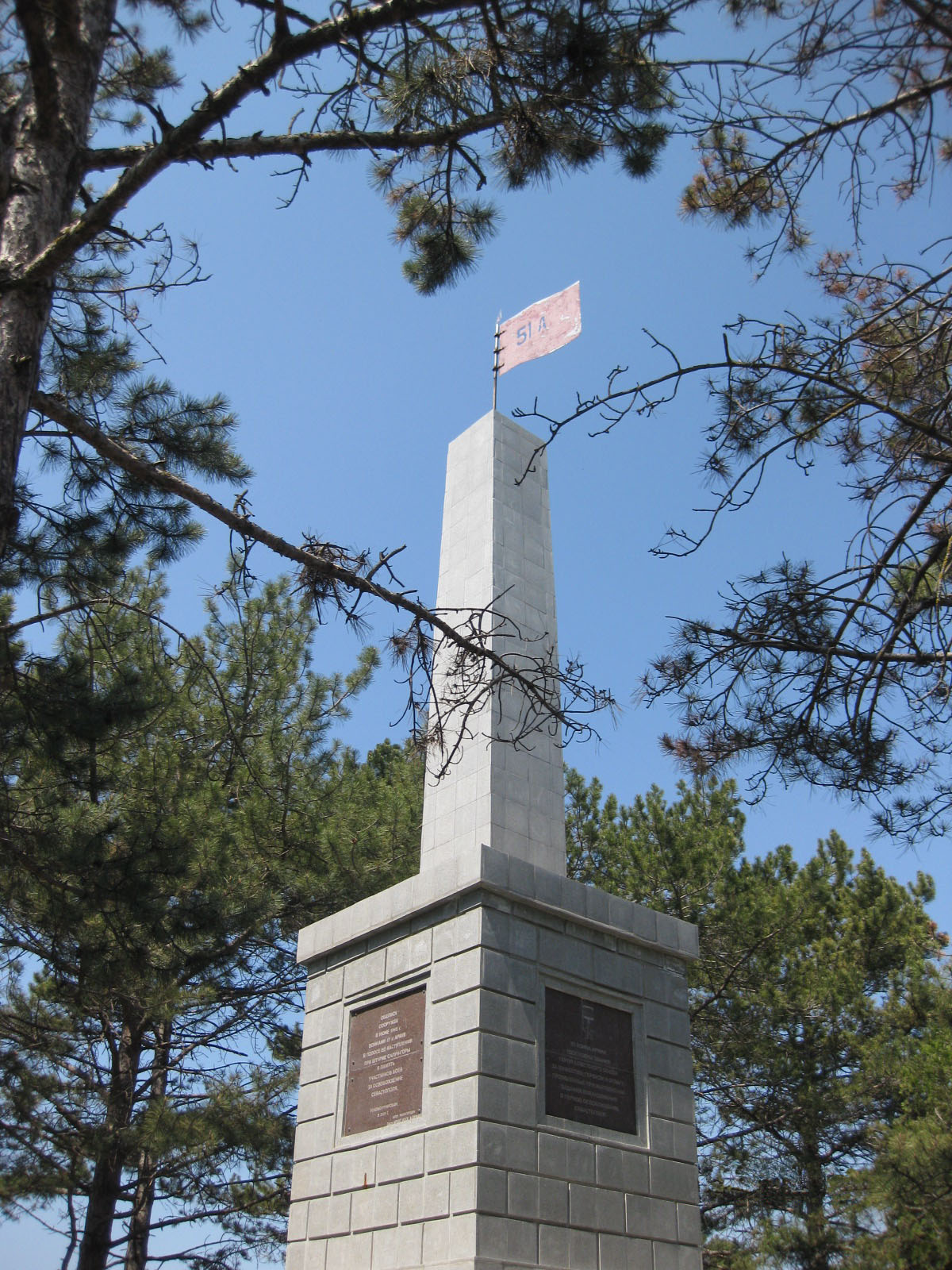
Mémorial aux soldats de la 51e armée classé[5].
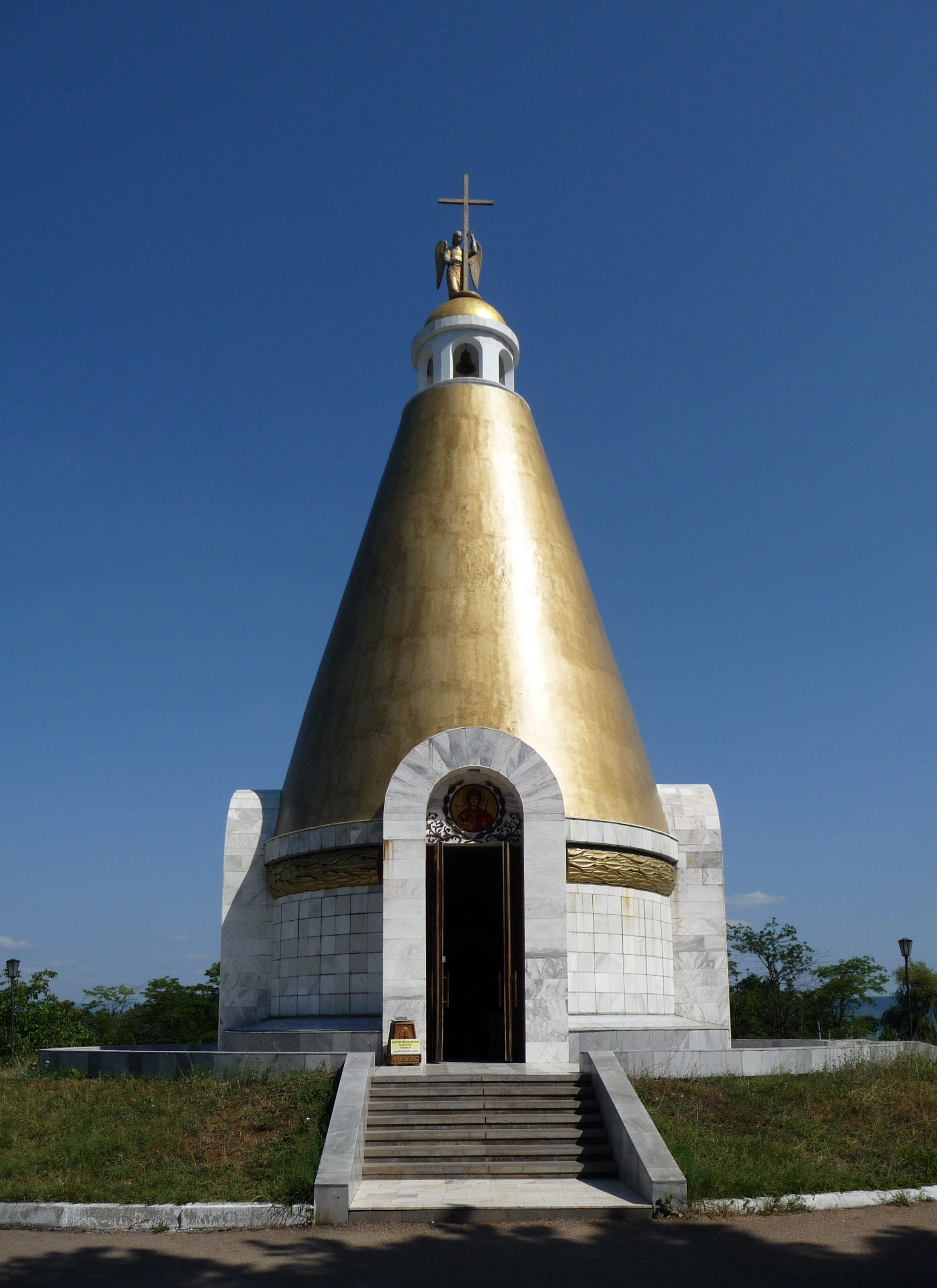
La chapelle Saint-Georges.